# ماريا بيلار ألونسو
ماريا بيلار ألونسو (بالإسبانية: Piluca Alonso)‏ (8 أكتوبر 1968 بليون في إسبانيا - ) هي لاعبة كرة سلة إسبانية في مركز الوسط، شاركت في الألعاب الأولمبية الصيفية 1992.

## وصلات خارجية
- ماريا بيلار ألونسو على موقع الاتحاد الدولي لكرة السلة (الإنجليزية)
- ماريا بيلار ألونسو على موقع الاتحاد الدولي لكرة السلة (الإنجليزية)
- ماريا بيلار ألونسو على موقع بروبوليرز (الإنجليزية)
- ماريا بيلار ألونسو على موقع أوليمبيديا (الإنجليزية)